# Bovenau
Bovenau, en baix alemany Bovenau, és un municipi al districte de Rendsburg-Eckernförde a Slesvig-Holstein a Alemanya. Conté els nuclis de Dengelsberg, Georgenthal, Kluvensiek, Osterrade i Steinwehr. Es troba a la confluència de l'antic Canal de Slesvig-Holstein amb el riu Eider. El primer esment escrit Bovenow data del 1242. Significa «amunt de l'au (riu)».

## Llocs d'interés
- Església de Maria Magdalena (segle XIII)
- L'antiga resclosa al Canal de Slesvig-Holstein a Kluvensiek

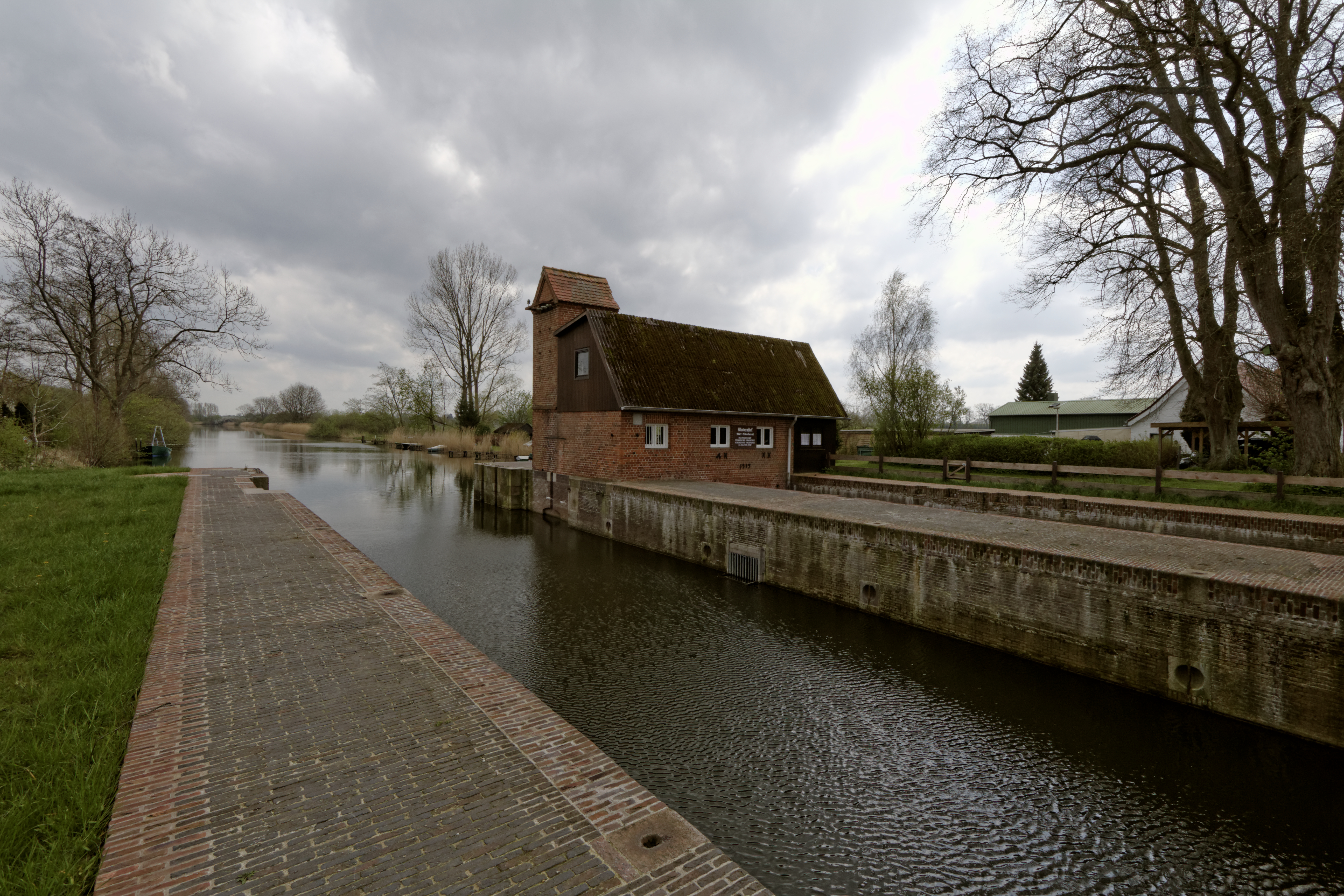
Resclosa de Kluvensiek